# Voix sur IP
La voix sur IP, ou « VoIP » pour « Voice over Internet Protocol », est une technique informatique qui permet de transmettre la voix sur des réseaux compatibles IP, via Internet ou des réseaux privés (intranets) ou publics, qu'ils soient filaires (câble/ADSL/fibre optique) ou non (satellite, Wi-Fi et réseaux mobiles).
Des logiciels de VoIP tels que Skype, Signal, Discord et WhatsApp, gèrent aujourd'hui tous les flux multimédia (téléphonie, appels vidéo, messagerie instantanée et transferts de fichiers).
En ce qui concerne la téléphonie uniquement, cette technologie est complémentaire de la téléphonie sur IP (« ToIP » pour Telephony over Internet Protocol), qui concerne les fonctions réalisées par un autocommutateur téléphonique IPBX.

## Histoire

### Prudence des messageries instantanées
Les projets des entreprises s’intéressant à la VoIP ont été dopés par la création, le 4 avril 1994, par Marc Andreessen et Jim Clark de Netscape qui sort le 13 octobre 1994 son navigateur web Netscape Navigator, le premier du genre, montrant ainsi les possibilités d'Internet.
Dans la seconde partie des années 1990, les premiers acteurs grand public d'Internet ont proposé des services de messagerie instantanée permettant de passer à la « Voix sur IP » mais n'ont pas pris le risque de mettre cette option en avant, afin de ne pas inquiéter les grands opérateurs traditionnels de télécoms. La messagerie ICQ est lancée en 1996 par les deux étudiants fondateurs de la jeune entreprise israélienne, Mirabilis, qui permet de retrouver ses amis et de gérer la liste de ses contacts personnels, puis elle est rachetée pour 285 millions de dollars en 1998 par AOL Time Warner. Parallèlement, écrit en langage PL/1 sur un ordinateur par Dave Brown, AIM est présenté par AOL en mai 1997.
QQ, le clone chinois d’ICQ, crée un protocole fermé et propriétaire, concurrencé en 1998 par le protocole libre et ouvert Jabber.
Les fournisseurs de contenu d’Internet (Yahoo! Messenger en 1998, MSN Messenger en 1999 et Gadu-Gadu en 2000) lancent leurs propres Messageries instantanées, gratuites mais propriétaires et fermées, financées par la publicité. Pour capter la croissance, ils évitent cependant de trop y recourir, note Olivier Petit, webmestre de Kikoo, un site Web sur les messageries instantanées.
En août 1999, ICQ compte 38 millions d’abonnés et AIM 25 millions, avec 0,15 million connectés en permanence. Microsoft, qui a lancé son propre logiciel de messagerie instantanée le 22 juillet 1999, s'allie avec Yahoo! Messenger, et des sociétés de la galaxie AT&T, comme Excite, Activerse, Tribal Voice, Prodigy Communications, et Infoseek pour lui demander une norme commune afin de faire communiquer toutes les Messageries instantanées. AOL se défend en soulignant que son logiciel AIM est totalement compatible avec « IBM Lotus Note » et les produits équivalents de Netscape, RealNetworks et Apple. Le Monde met alors en garde contre « Une porte d'entrée commode pour les pirates et les virus », l'User Datagram Protocol étant beaucoup moins protégé que sa version Internet, le TCP/IP  et observe qu'ICQ, la référence, autorise déjà « l’usage de la téléphonie et la visioconférence » et que Microsoft a dans son jeu le logiciel NetMeeting (visioconférence), aussi disponible sur le « Messager Voila », alias Messager Wanadoo, réservé aux abonnés de Wanadoo (France Télécom). En octobre 1999 émerge même un projet d'adaptation de la technologie de messagerie électronique instantanée d'AOL (AIM) pour les téléphones portables de Motorola.

### Vocaltec et Net2Phone, les pionniers
Parallèlement, le premier émetteur-récepteur audio de voix sur IP a été breveté en 1995 par VocalTec,,,, fournisseur de télécoms israéliennes fondé par Alon Cohen et Lior Haramaty. VocalTec avait très tôt lancé une application de messagerie vocale sur Internet, en février 1995, qui a un certain retentissement car dès avril 1995, le magazine français grand public L'Express cite VocalTec, petite société israélienne, et Netphone, pour Macintosh, édité par l'américaine Electric Magic, en observant que le coût sera « environ cinquante fois » moindre qu'avec les tarifs de France Télécom, même si « ce n'est pas vraiment du téléphone, plutôt du talkie-walkie », prévient Michel Lopez, fondateur de MLC Labs, un centre d'essai de matériel informatique. Le cabinet IDC estime alors que le marché de la voix sur IP va passer d'un demi-million d'utilisateurs en 1995 à 32 fois plus, quatre ans après, pour un chiffre d'affaires centuplé à un demi-milliard de dollars.
Vocaltec offre en 1998, trois ans plus tard, la possibilité d'appeler aussi des téléphones classiques. Entre-temps, cette fonctionnalité supplémentaire est lancée en août 1996 par un nouveau concurrent, Net2Phone, logiciel disponible gratuitement, en payant les communications par tranche de 25 dollars, une opportunité rapidement considérée comme sans intérêt pour les Américains, qui peuvent obtenir les mêmes tarifs en utilisant leur téléphone, mais quatre à cinq fois moindre que les tarifs de France Télécom , même si la qualité du son, très variable, est inférieure à celle d'une communication classique, IDT préparant une compression numérique qui réduira l'effet d'écho parfois gênant, observe Le Monde en février 1997, en notant qu'IDT, important fournisseur d'accès à Internet, est un opérateur télécom de longue distance, né de la déréglementation du marché américain. Fondé en 1990, il s'est fait une réputation de casser les prix et lancera au 1er septembre 1998 un partenariat avec Packard Bell pour intégrer automatiquement Net2Phone dans ses PC en France.
Au Japon, plusieurs sociétés offrent du téléphone international via Internet à partir de septembre 1997, service alors à l'essai chez Finland Telecom et le Suédois Tele2.
Également en 1997, une étude de Forrester Research prévoit que le marché mondial du téléphone sur Internet passera les 180 millions de francs en 1997, sur un total de 2000 milliards de francs, selon l'Observatoire mondial des systèmes de communication (Omsyc), et montera à 10 milliards de francs en 2004.

### VocalTec neutralisé par Deutsche Telekom
Deutsche Telekom prend 21,1% du capital de VocalTec dès 1997 pour 48,3 millions de dollars. Le géant allemand de la téléphonie annonce alors qu'un millier de ses clients vont tester son produit. C'est le premier opérateur télécoms au monde à réaliser un tel investissement. Mais les effets d'annonce servent d'abord à occuper le terrain et ces tests s'étalent sur plus d'un an. Deutsche Telekom n'ouvre son propre service, utilisant la technologie VocalTec, que le 4 septembre 1998. La presse affirme alors, sans pouvoir vérifier ces intentions, que Deutsche Telekom souhaite investir 18 milliards de dollars dans ce secteur, pour défier les américains Qwest Communications et Level 3, ou le service Connect'N Save d'AT&T, offert à Boston, Atlanta, Phoenix, Baltimore, Miami et San Francisco pour 2 dollars par mois et 8,5 cents la minute. Tom Evslin, ex-vice-président d'AT&T, passé chez l'opérateur ITXC, spécialisé dans la VOIP avait estimé dès la fin 1997 que «les appels nationaux et internationaux passeront en majorité par Internet dans cinq à dix ans».
Entre-temps, la concurrence s'est avivée au cours de l'année 1997, mais surtout entre startups. Tandis qu'apparait en 1996 « WebTalk », de la société Quaterdeck, VocalTec, au coude à coude avec Net2Ppone, n'a plus que 20% du marché mondial. Celui-ci reste encore restreint à 17 millions de dollars, et la part de VocalTec tombera à 10% dès l'année 1998. Et de nouveaux services apparaissent, comme le système d'accès au courrier électronique par combiné téléphonique, conçu par une startup toulousaine d'une cinquantaine de salariées, primée par la Commission européenne, Elan informatique. Elle est, comme VocalTec à ses débuts, spécialisée dans la synthèse vocale, après avoir racheté en 1985 une licence du Centre national d'études des télécommunications (CNET), qui reste son partenaire pour concevoir un serveur permettant d'écouter ses e-mails et d'y répondre par téléphone Etienne Lamort-de-Gail, l'un des responsables. Le prototype est présenté dès le début de l'année 1997 mais la presse indique en novembre 1998 qu'il est toujours testé par France Télécom et Deutsche Telekom. La Poste a lancé de son côté un service plus rustique pour convertir les emails en télécopie ou courrier papier.

### Réaction des autres opérateurs classiques en 1996-1997
Le Monde souligne au printemps 1996 que « plus la compression est élevée, plus la voix est dégradée », qu'il faut parler « comme avec des talkies-walkies » et que « les internautes redoutent, non sans raison, que la généralisation de ce type de service n'accélère la saturation du réseau ».
En avril 1996, IBM annonce qu'il vient de créer un groupe de travail international chargé d'établir un standard pour la téléphonie sur Internet et Microsoft qu'il s'apprête à lancer son propre logiciel.
En décembre 1997, alors qu'il ne « se passe plus une semaine sans que soient annoncés de nouveaux produits ou services aussi ingénieux les uns que les autres », les acteurs traditionnels temporisent ou relativisent en estimant que la VOIP « mordra essentiellement sur le téléphone international » ou en communiquant sur la qualité médiocre des communications en VOIP, qui « tient au fonctionnement d'Internet », affirme France Télécom en faisant valoir que les appels décomposés en paquets « ne prennent pas tous nécessairement le même chemin » et qu'à l'arrivée, « s'il faut du temps pour les recomposer ». Son PDG Michel Bon estime qu'elle devrait surtout «accélérer la moindre prise en compte de la distance comme élément de coût» et rappelle la vision traditionnelle des opérateurs nationaux sur Internet qui permet « d'utiliser les réseaux lorsqu'ils sont vides, ou presque. Si les tuyaux sont remplis, l'économie change. ». La VOIP « est un gadget, mais cela ne veut pas dire que ce ne sera pas sérieux demain », affirme aussi Dominique Roux de l'Autorité française de régulation des télécommunications (ART). Ainsi, des groupes de travail « étudient de près les conséquences à moyen et long terme ».
Martin Bangemann, commissaire européen à la politique industrielle à Bruxelles, déclare de son côté que les réglementations sont obsolètes, pour rappeler que la VOIP n'est pas soumise aux mêmes obligations de service universel.

### Lente ouverture à la concurrence de 1998
En novembre 1998, un rapport de l'Institut de l'audiovisuel et des télécommunications en Europe (Idate) estime qu'à terme la VOIP devrait être proposée par l'ensemble des opérateurs sur leur marché national, mais France Télécom et Cegetel déclarent dans la presse ne pas être pressés et vouloir la développer surtout à l'étranger.
En France, la loi a ouvert le marché des télécoms au début de 1998, car les Français téléphonent peu, 700 minutes par an, contre 1 200 pour les Britanniques et 1 400 pour les Allemands, et Bruxelles met la pression, dans l'espoir qu'une baisse des prix incite à téléphoner plus, mais les positions bougent d'abord peu et les nouveaux entrants ne se tournent vers les particuliers qu'au printemps 1999, et pour remplir leurs tuyaux », selon Karine Susini, de la société d'études de marché IDC, obligeant l'Autorité de régulation des télécommunications (ART) à examiner les conditions d'accès au marché, l'accès à Internet étant par ailleurs confronté à des débits lents. « Tant que les communications locales restent contrôlées par France Télécom, il est difficile d'avoir accès au client », déclare à la presse Pascal Bourgue, de 9 Télécom, filiale de Telecom Italia, qui comme Télé 2 se lance à l'assaut du marché en avril 1999, mais chacun n'en vise que 4 %.

### Explosion du marché en 1999
En octobre 1998, c'est la filiale française d'Excite, l'un des principaux moteurs de recherche d'Internet qui lance en France le service Net2Phone de télécommunications par Internet avec l'opérateur américain IDT, peu après remplacé par AT&T. Un expansionnisme qui lui permettra de s'adjuger 72 % du marché global de la VOIP de l'année 2000, en volume comme en chiffre d'affaires, selon le cabinet Ilocus, puis de gagner le client France Télécom en octobre 2000, même si en France, « la voix sur IP a encore mauvaise presse », note 01Net . Pour le trimestre clôturé le 30 avril 2001, Net2Phone affiche alors une croissance de 219 % en un an.
Entre-temps, l'année 1999 a vu le marché mondial de la voix sur IP presque décupler, passant de 310 millions à 2,7 milliards de minutes, avec une multiplication du nombre d'acteurs, tandis que les opérateurs télécoms y restent très marginaux, seul le cablo-opérateur Cablevision parvenant à en prendre 20%, en valeur, en 2003. L'expansion se poursuivra jusqu'en 2008, quand les services gratuits de Skype lui permettront d'avoir 309 millions d'abonnés.
Malgré tous les signes précurseurs depuis 1995, c'est seulement en 2003 que la quantité d'appels en voix sur IP va décoller, pour représenter 25 % du volume des appels vocaux, essentiellement grâce aux baisses de prix sur le marché entre entreprises. On parle alors encore de « Voice Over Broadband (VoBB) », via un « épine dorsale » de réseau, public ou privé, reliant des succursales de très grandes multinationales, car les débits internet rendent difficiles une conversation parfaitement fluide. Une fois sortie de cette « épine dorsale », la conversation téléphonique est en effet freinée par les réticences des opérateurs de télécom, qui ont « naturellement tendance à la considérer comme moins prioritaire par rapport au trafic déjà en circulation sur son réseau ». Résultat, « dès lors que l'on sort d'un intranet et que l'on passe sur l'Internet public, cette qualité n'est plus garantie ».

### Avertissements de l'INT
Ces réticences des grands opérateurs de télécoms traditionnels ont été signalées dès 2001, par Pierre Vincent, chercheur à l'Institut national des télécommunications(INT), spécialiste du transfert de la voix sur IP, lors d'un entretien dans Le Monde, pour expliquer que « ce n'est pas tant une question de volume du trafic qu'une question d'interfaces entre opérateurs », car le format numérique de la voix sur IP « autorise bien sûr la compression de chaque Datagramme » vocal, mais celle-ci peut tout à fait être évitée. Selon lui, à moyen terme, le protocole Diffserv, non-propriétaire et standardisé par l'Internet Engineering Task Force (IETF), « qui définit des niveaux de priorité dans l'acheminement des paquets, permettrait d'améliorer le passage de la voix d'un opérateur à l'autre ». Le chercheur souligne cependant « le problème » de devoir « attendre que ce protocole soit déployé partout et que tout le monde l'emploie de la même façon ». Il constate que les grands opérateurs de télécom traditionnels « observent de très près » la téléphonie sur IP qui « peut en effet remettre en cause l'économie de leur réseau » mais « également leur permettre de conquérir d'autres marchés ». Selon lui, la téléphonie sur IP « peut représenter un danger là où l'opérateur est déjà implanté », mais aussi « une opportunité dans les pays où il ne l'est pas encore »car elle donnera naissance à « des nouveaux services, associant voix et données », par exemple, consulter un site et en cliquant sur un lien entrer en contact avec un opérateur.

### Salon de Las Vegas de 2001
Quelques jours plus tôt, au Salon international des télécoms de Las Vegas, la presse avait constaté que « la voix sur IP était omniprésente » car « en train de modifier de fond en comble le paysage des réseaux, et, en premier lieu, celui des opérateurs, qui passent de la commutation de circuits à la commutation de paquets », avec en particulier, chez leurs grands fournisseurs, la rivalité entre Juniper Networks et Cisco Systems sur le marché des routeurs Terabit, héritiers des PDP-11 d'Arpanet, mais qu'en France, les opérateurs étrangers comme KPNQwest, Global Crossing et Carrier visent surtout le marché des entreprises.
Une conférence sur VoIP est organisée par Edwin Mier, qui a réalisé dans son laboratoire les premiers tests en grandeur nature et conseille des passerelles vers la téléphonie classique, car les temps de réponse varient de 17 à 125 millisecondes, le journaliste de 01netestimant qu'à plus de 125 Millisecondes, « on est en droit de se poser des questions sur l'intérêt des systèmes ».

### Décollage de 2003-2005
Il faut ainsi attendre 2003 pour que équipementier français Alcatel, leader européen affaibli par ses lacunes dans les gros commutateurs puis par la crise des télécoms de 2001-2002, double ses ventes dans la voix sur IP, grâce à la législation américaine obligeant à avoir un téléphone dans chaque classe. Les postes IP, plus rapidement répandus aux États-Unis, qui ont 18 mois d'avance, vont faire école en Europe, où Cisco et Alcatel se rattrapent en poussant strictement la ToIP (échanges de téléphone à téléphone via l'IP), plus rassurante pour les opérateurs de télécom. A cette fin, en octobre 1998 Cisco Systems avait racheté au groupe Lagardère Selsius Systems, qui développe des produits PBX, pour 145 millions de dollars et Alcatel avait lancé l'IPBX en 1999, lui assurant la 3e place dans l'entrée de gamme en 2002.
Dès 2005, seulement 6 % des lignes sont encore vendues sur un PABX traditionnel, mais il y a toujours seulement 8 % de terminaux vendus à raccordement IP, la part de marché de l'IP étant plus forte en Angleterre 22 %) qu'en France (14%).

### Arrivée de Skype en 2005
Start-up fondée en 2002 par deux jeunes scandinaves, Skype attire l'attention dès février 2005 pour le service de « voix sur IP » de sa messagerie instantanée. Elle réalise un chiffre d'affaires de 7 millions de dollars en 2004 et prévoit qu'il devrait en atteindre 200 millions en 2006.
L'Internaute observe alors qu'AIM, ICQ, MSN et Yahoo Messenger avaient tous plus ou moins offert la possibilité de dialoguer en mode vocal, ICQ proposant même un service conjoint avec Net2Phone. Mais cette dernière, plus centrée sur les professionnels, accuse rapidement Skype de violer son brevet car sa concurrence, sur des marchés qui se recoupent partiellement, génère fin 2005 une perte nette de 4,1 millions de dollars par trimestre, soit un sixième de son chiffre d'affaires, 15 ans après sa fondation par IDT et 6 ans après l'entrée en Bourse du 30 juin 1999, qui a vu le cours doubler en quelques semaines.
D'abord présentée comme réservée aux conversations à très longue distance, Skype a rendu possible le partage d'écran et la visioconférence dès janvier 2006 avec de la publicité, avec une version le 23 mars 2009 pour l’iPhone et l’iPod touch. Avant cela, dès la rentrée 2005, à la demande de la défense nationale, Skype avait été interdit par le ministère de la Recherche dans les administrations des universités, les centres de recherches et les écoles supérieures
. Hervé Schauer, consultant en sécurité, déclare alors que la « voix sur IP » n'est pas une technologie mature, car Skype est programmé pour exploiter au maximum les connexions à haut-débit, les transformant en nœud de communications pour ses appels, au détriment des autres utilisateurs.
Deux semaines plus tôt, le 13 septembre 2005, eBay a versé 2,6 milliards USD pour acheter Skype, qui n'affiche encore que 200 salariés pour un chiffre d'affaires 2004 de 7 millions de dollars, mais prévu à 60 millions en 2005, l'équilibre financier n'étant prévu qu'à l'automne 2006.
Les Échos citent alors des analystes qui semblent plutôt sceptiques, ceux de Goldman Sachs déclarant avoir « du mal » à voir comment eBay pourra obtenir un retour sur investissement et rappelant qu'un projet d'entrée en Bourse n'avait pas abouti, pour une startup qui n'a levé en tout que 24 millions de dollars.
Quatre ans exactement après, en septembre 2009, eBay revend 65 % de Skype à un consortium américain, pour 1,9 milliard 28 % de moins que la fourchette basse du prix d'achat, la crise des subprime s'étant déclenchée début 2008.
Le 10 mai 2011, c'est Microsoft qui rachète Skype pour quatre fois plus, 8,5 milliards de dollars en numéraire, dette incluse,, mais n'en fait pas une promotion commerciale significative, même s'il le fusionne avec son Windows Live Messenger.

### Skype inquiète les opérateurs à l'hiver 2012-2013
Dans les mois qui ont suivi l'arrivée de Free Mobile en janvier 2012, de nombreux opérateurs français (dont Free mobile, B&You de Bouygues Telecom et Sosh d'Orange) autorisent la VoIP mobile et Skype sur leur réseau mobile. Lors d'une conférence début 2012, consacrée à internet, Xavier Niel a en effet déclaré qu'il n'y a plus aucune restriction sur les forfaits de Free Mobile et que tous les usages seront autorisés. Les opérateurs commencent à être un peu plus nombreux à autoriser la VoIP, même si Orange traine les pieds.
En mars 2013, le cabinet de recherche TeleGeography révèle que plus du tiers des appels internationaux transitent par Skype, qui a augmenté son activité d'un tiers en un an mais est montré du doigt par l'Arcep, le gendarme des télécommunications, son président Jean-Ludovic Silicani rappelant lors d'une conférence de presse qu'il a « saisi le parquet », car Skype n'honore pas ses obligations d'opérateur télécom. Le Monde souligne alors que « Skype inquiète de plus en plus les opérateurs « traditionnels » comme Orange, SFR, Vodafone en Europe, ou AT&T aux États-Unis », le cabinet, Ovum estimant que la croissance des communications en voix par Internet, pourrait, d'ici à 2020, leur faire perdre 371 milliards d'euros de chiffre d'affaires. Selon Le Monde, ils ont « tout fait », au cours des dernières années, « pour barrer la route à Skype », en « n'autorisant pas leurs abonnés à télécharger les applications Skype sur leurs smartphones. Ou alors, en ne permettant l'utilisation du logiciel sur les mobiles qu'à proximité des bornes WiFi » , en prétextant le débit insuffisant de leurs réseaux mobiles 3G, malgré « la popularité de ces services » de voix sur IP, proposés aussi par Viber, Vopium, Rebtel et surtout Google Voice, FaceTime d'Apple, qui permet la vidéoconférence sur les iPhone, ou encore Libon d'Orange, gratuit entre abonnés, mais facturé 2,69 euros par mois pour une heure de voix vers 31 destinations internationales.

### Influence de WhatsApp et Facebook
Le lancement en 2009 de Microsoft Online Services avait confirmé les prudences du leader mondial des logiciels concernant la voix sur ip, mais la même année, deux audacieux, Jan Koum et Brian Acton, ex-ingénieurs de Yahoo que Facebook a refusé d'embaucher, créent WhatsApp, qui connait une croissance fulgurante en 2012-2013, doublant les concurrents GroupMe, LINE, KakaoTalk, WeChat, ChatON, Kik Messenger, Viber, Facebook Messenger, et Zalo, grâce à l'absence de publicité, juste avant d'être racheté en février 2014 par Facebook, intéressé par ses 450 millions d'utilisateurs. Facebook Messenger propose peu après, début 2014, des conversations téléphoniques, qui un an après représentent 10 % des appels passés sur mobile via Internet, faisant oublier son partenariat de 2011 avec Skype, car il a deux fois plus d'audience. Facebook Messenger passe aux conversations en vidéo en France et dans 17 autres pays, à partir d'avril 2015 poursuivant ainsi l'ascension le menant à réunir plus de 1,3 milliard d’utilisateurs en 2018.

## Logiciels de voix sur IP
Plusieurs solutions existent pour faire de la voix sur IP. Certaines utilisent des logiciels propriétaires reliés à une infrastructure à base de serveurs d'un fournisseur de services comme Skype, Viber, Yahoo! Messenger ou plus récemment TeamSpeak ou Discord. D'autres solutions telles que United World Telecom, NetMeeting ou KPhone, peuvent fonctionner dans un réseau pair à pair ou s'interconnecter via des protocoles standards à une infrastructure de téléphonie indépendante. Enfin, certains constructeurs proposent des solutions de PABX IP comme Aastra, Avaya, Cisco, Dialexia, Alcatel, Wildix, cloud phone ou la solution libre Asterisk.
Les paramètres nécessaires sont ceux :
- du propriétaire de réseau : nom, mot de passe, N° de téléphone, nom de l'APN (mobile);
- du service de VoIP : nom, mot de passe, ip/FQDN, domaine, serveur STUN, proxy sortant.

## Autres opérateurs gratuits ou premium
Avec la démocratisation d'internet, au milieu des années 2000, moult petits opérateurs se sont lancés dans la téléphonie sur IP. Certains d'entre eux existent toujours, proposant à la fois le service de communication, mais également le logiciel, sur ordinateur comme téléphone, pour s'y connecter. Souvent, le logiciel peut être utilisé avec d'autres opérateurs. Par exemple, en France, le logiciel libre Linphone, ou encore la société Ippi, qui propose des offres commerciales à destination du réseau téléphonique traditionnel. Ainsi, effectuer des appels entre ces opérateurs, via internet, sans passer par le réseau téléphonique standard, est très souvent gratuit et illimité, à l'instar de Skype à son époque, mais avec un atout très favorable : l'interopérabilité entre opérateurs, qui permet notamment de recevoir des communications provenant du réseau téléphonique standard (via les passerelles)
En complément, très souvent les communications vers les autres opérateurs de ToIP sont gratuites et illimitées : en Amérique du Nord, Callcentric, DIDWW et VoIP.ms sont très prisés. Un phénomène de mise en réseau de ces opérateurs, souvent indépendants, s'est affirmé au début des années 2000 : sipbroker. Ce regroupement de petits opérateurs référence d'un côté les passerelles, mises à disposition par les opérateurs précédemment cités, et les relient à leurs utilisateurs ToIP, pour effectuer des communications gratuites et illimitées, d'un téléphone classique, vers les abonnés ToIP, en composant un numéro dédié, dans chaque pays. Un peu comme Microsoft Teams, qui met à disposition une passerelle pour joindre une réunion, via un téléphone ordinaire.

## Téléphonie sur IP fédérée, interopérable, URI
Comparativement à l'email, un URI a la même forme qu'une adresse email ; 
Le DID quant à lui, est l'identifiant de l'utilisateur, de forme alphanumérique, ou exclusivement numérique, selon les fournisseurs de service.
Les opérateurs internationaux fournissent généralement les informations de connexion pour utiliser les services ToIP. Mais ceux-ci "ferment" l'accès à leur réseau, obligeant leurs abonnés à communiquer uniquement avec des abonnés du réseau téléphonique classique. Cependant, le protocole SIP permet bien d'échanger avec tout autre utilisateur du même protocole, à condition que le service en ait autorisé la possibilité : en utilisant l'URI, ou le DID. Le schéma est souvent comparable au mail ; certains petits opérateurs, permettent ainsi d'être contactés par d'autres opérateurs SIP : c'est le principe de l'interopérabilité. Ainsi, un URI téléphonique, sur le modèle des emails, sert à communiquer : la communication peut être établie ; ces petits opérateurs, qui proposent des communications vers le réseau traditionnel, ou juste de profiter d'un petit service SIP, ne facturent généralement pas les communications sur internet, en ToIP, utilisant un URI.

## Matériel

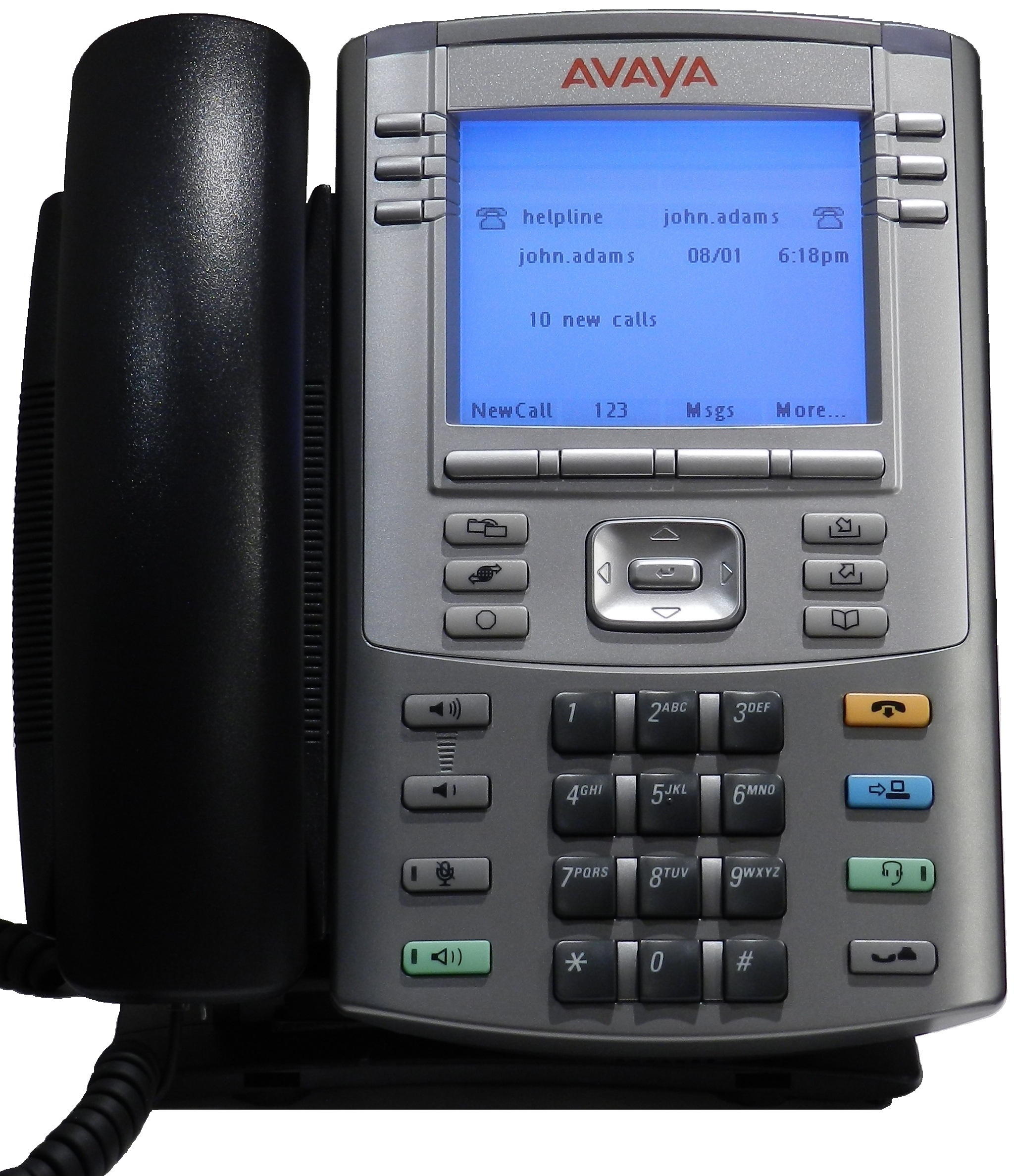
Avaya 1140E IP Phone.

Les box triple play des fournisseurs d'accès à Internet intègrent toutes une fonction de VoIP basée sur SIP ou sur des logiciels propriétaires.
On trouve aussi de plus en plus de terminaux directement compatibles VoIP par exemple des téléphones Wi-Fi tout en un, des smartphones ou bien des passerelles VoIP qui permettent de raccorder un ancien poste de téléphone classique à un service de Voix sur IP. Certains matériels sont liés, dans leur fonctionnement, à des solutions propriétaires comme les téléphones Skype, alors que d'autres sont fondés sur le protocole ouvert SIP, offrant ainsi une compatibilité avec une grande variété de services VoIP.
Il existe aussi des cartes d'interface PCI ou PCI Express (exemple : Digium) qui permettent aux logiciels des PABX (tels qu'Asterisk) de se raccorder à une ou plusieurs lignes analogiques (classiques). Pour une meilleure compatibilité VoIP, celles-ci doivent respecter les normes TIA/EIA, ISO/IEC ou Cenelec du câblage informatique Ortronics en fibre optique ou cuivre.

## Transport de la voix
Le transport de la voix sur IP est relativement complexe. La première étape est la numérisation du signal analogique capté par le microphone. Selon le protocole utilisé pour transporter le signal numérique, une étape complémentaire d'encodage peut être nécessaire (par exemple en utilisant un encodeur « A-law » ou « µ-law »), notamment pour compresser les signaux. Ensuite, les informations sont découpées en trames pouvant circuler sur un réseau informatique. Divers protocoles peuvent alors être utilisés pour acheminer les informations au(x) destinataire(s). Ainsi le protocole RTCP est utilisé pour contrôler le transport des paquets RTP.

### Codage de la voix
La voix est ce qui permet aux humains d'échanger de l'information, de communiquer, et de faire passer des émotions. Il s'agit d'un phénomène physique complexe. Lorsque l'on parle, nous produisons un ensemble de sons possédant des niveaux de fréquences différents (grave, médium, aigüe…).
Un son « pur » (diapason) possède une fréquence stable, et se représente par le biais d'une sinusoïde. La voix, quant à elle, produit une multitude de fréquences à des vitesses très variées. Si on affichait la discussion d'une personne grâce à un oscilloscope, cela produirait non pas une sinusoïde mais un signal complexe, composé de plusieurs sinusoïdes de fréquences, d'amplitudes et de phases différentes, formant ce que l'on nomme un spectre complexe.
La voix captée par le microphone du combiné fournit un signal analogique. Pour l'envoyer sur un réseau TCP/IP (numérique), il va falloir convertir ce signal analogique en un signal numérique en format PCM (Pulse Code Modulation), par exemple à 64 kb/s.
Une fois convertie, la voix, ainsi numérisée, doit être compressée grâce à un codec (Codeur/Décodeur) pour l'insérer dans un paquet IP. Le codage doit offrir la meilleure qualité de voix possible, pour un débit le plus faible possible et un temps de compression le plus court possible.
Il existe plusieurs techniques de codage, chacune étant mesurée de façon totalement subjective par une masse de population prise au hasard. Elle doit noter chaque codage par un chiffre de 1 à 5 (1 = insuffisant - 5 = excellent). Cette technique s'appelle le MOS.
| Nom du Codec | Débit du Codec | MOS du Codec |
| ------------ | -------------- | ------------ |
| G.711 (PCM)  | ~64 kb/s       | 4.1          |
| G.723.1      | ~6,4 kb/s      | 3.9          |
| G.726        | ~32 kb/s       | 3.85         |
| G.729        | ~8 kb/s        | 3.92         |

### Real-time Transport Protocol
Real-time Transport Protocol est le protocole basé sur UDP qui permet de transporter la voix sur IP.

### Modes de diffusion
Cette section ne s'appuie pas, ou pas assez, sur des sources secondaires ou tertiaires indépendantes du sujet. Le texte peut contenir des analyses inexactes ou inédites de sources primaires.
Pour l'améliorer, ajoutez-en, ou placez des modèles {{Source secondaire souhaitée}} ou {{Source secondaire nécessaire}} sur les passages mal sourcés. (janvier 2022)

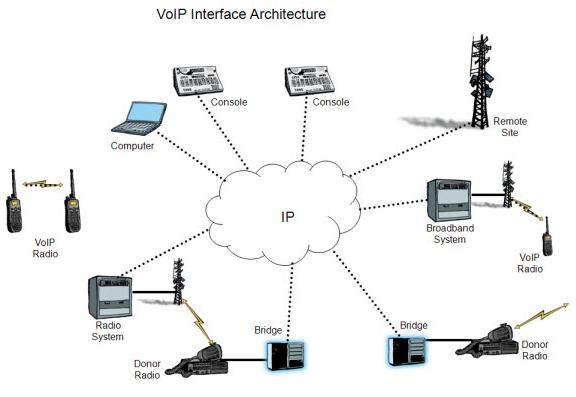
Interfaces VoIP.

Le terme « VoIP » est en général utilisé pour décrire des communications « point à point ». Pour la diffusion de son ou de vidéos sur IP en multipoints, on parlera plutôt de streaming pour une simple diffusion, comme les radios Web par exemple. Le terme multipoints sera réservé à des visioconférences dont le nombre de participants est plus grand que deux.
La voix ou le son sur IP peut se faire en mode Unicast, broadcast ou Multicast sur les réseaux, c'est-à-dire en mode « point à point », en mode « une émission et plusieurs réceptions » (comme un émetteur TV, par exemple) et en mode « une émission pour plusieurs réceptions » (mais le signal n'est routé que s'il y a des récepteurs) comme les radios Web. Le protocole H.323 ne fonctionne qu'en mode Unicast.
Le transport de communication sur IP est très dépendant du délai de latence d'un réseau. Ce délai influe beaucoup sur la qualité psycho-acoustique d'une conversation. Avec l'avènement des réseaux 100 Mbit/s, ADSL ou par fibres optiques, les temps de latence deviennent tout à fait acceptables pour une utilisation quotidienne de la voix sur IP. À l'inverse, les connexions par liaison satellite souffrent d'un temps de latence souvent trop important pour prendre en charge les applications de voix sur IP. En moyenne, le temps de latence sur ce type de liaison est estimé entre 400 et 800 millisecondes. Une connexion filaire (fibre optique ou cuivre) bénéficie d'un temps de latence de 60 à 200 millisecondes. Plus que la latence, c'est la gigue ((en)jitter) qui pénalise la voix sur IP. En effet, s'il y a des fluctuations du signal en amplitude et fréquence, il faudra un mécanisme de remise en ordre des paquets afin de restituer le message vocal, processus qui se traduira par des blancs et des attentes.

## Contraintes

### Perte de paquets (packet loss)
Lorsqu’il y a saturation, les mémoires tampons ont besoin de libérer une partie de la bande passante, négligeant ainsi certains paquets. Néanmoins, le trafic VoIP est transmis au-dessus de la couche UDP, ce qui implique qu’aucun mécanisme de contrôle de flux ou de retransmission des paquets perdus n'est offert par la couche transport. Cela implique qu’il faut accorder une forte importance aux protocoles RTP et RTCP (Real-Time Transport (Control) Protocol) qui vont permettre de calculer le taux de perte de paquets, et de réagir en conséquence au niveau de la couche applicative.

### Latence
La latence est le temps écoulé entre l'envoi d'un paquet et sa réception par le destinataire. Plus la latence est importante, plus le transfert est long et sera donc décalé.
Pour garantir une communication optimale, la maîtrise du délai de transmission est un point important afin de réduire l’effet d’écho ou la sensation de voix métallique. Le temps de transmission de paquets dans un réseau de type IP dépend de nombreux éléments tels que le nombre d’équipements actifs traversés dans le réseau, le débit de transit disponible et le délai de propagation de l’information.

### Variation du délai (gigue)
La gigue est la variation de délai de transmission de bout en bout entre des paquets appartenant à un même flux de données. Elle est due à la variance du temps de transmission des paquets (en l’occurrence : les échantillons de voix) dans le réseau de télécommunication et peut entrainer, si elle est trop élevée, une détérioration de la qualité vocale.
La cause de ce problème peut être due à la différence des chemins empruntés par les paquets dans le réseau, à une congestion ponctuelle du réseau ou encore à un souci d’encapsulation des paquets IP…

### Bande passante
C'est le terme utilisé pour évoquer le flux de connexion. C'est une unité souvent prise pour une unité de débit, mais elle ne définit en réalité que la plage de fréquence et le débit en dépend, d'où la confusion.

### Sécurité
La sécurité de la téléphonie est souvent restée un sujet à part dans l’entreprise. Désormais, les risques associés aux systèmes téléphoniques peuvent avoir des conséquences graves sur le système d’information et sur l’entreprise.

## Autres spécifications techniques

### Signalisation

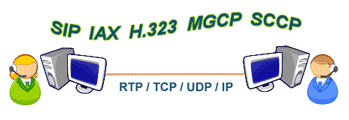
Les principaux protocoles utilisables en VoIP.

Les principaux protocoles utilisés pour l'établissement des connexions en voix sur IP sont :
- H.323 ;
- IAX (Asterisk) ;
- Jingle, fondé sur le protocole de messagerie instantanée standard ouvert Jabber ;
- MGCP ;
- SCCP (propriétaire Cisco Systems) ;
- SIP ;
- UA/NOE (propriétaire Alcatel-Lucent) ;
- UNISTIM (propriétaire Nortel).

### IPv6
La qualité de service, intégrée dans la conception de l'IPv6 permet de gérer indépendamment divers flux, tels que la voix, la navigation internet ou le flux vidéo. Avec la généralisation de ce protocole la qualité de la voix devrait être de qualité optimale et constante.

### Développement d'API
Avec la banalisation des réseaux haut débit, le nombre d’applications possibles a considérablement augmenté. Les applications de VoIP (Voice over IP) sont une des nouvelles possibilités offertes. L’augmentation des débits et les connexions permanentes offrent des possibilités de développement de la voix sur IP (Internet Protocol).
Le développement de la VoIP a entraîné les concepteurs de plates-formes de programmation à développer des API (Application Programming Interface) spécifiques à la voix sur IP. L’intégration de nouveaux besoins dans une plate-forme de développement permet d’attirer les concepteurs de logiciels qui doivent intégrer des fonctions de voix sur IP dans leurs applications. Elles implémentent le protocole SIP.
Les API de VoIP peuvent être utilisées dans de nombreuses applications, la plus simple étant les téléphones logiciels (soft phones). D’autres applications peuvent intégrer de la VoIP comme besoin secondaire. Par exemple les applications de messagerie instantanée qui intègrent de plus en plus souvent la possibilité de parler directement avec ses contacts ou bien toutes les applications nécessitant une interaction textuelle entre les différentes applications clientes comme les jeux vidéo.

## Tentatives de bannissement dans certains pays en développement

### Dans le monde
L'utilisation de la VoIP a causé une perte très importante de revenus pour les opérateurs de réseaux téléphoniques, surtout pour ceux qui avaient conservé des tarifs élevés lorsqu'ils bénéficiaient d'une situation de monopole. Dans les pays industrialisés, les opérateurs historiques avaient déjà été obligés de réduire leurs tarifs des communications téléphoniques au cours des années 1990 en raison de l'entrée de nouveaux concurrents sur le marché de la téléphonie. Ces opérateurs avaient compensé cette perte par de nouveaux revenus venant des abonnements pour les services par Internet et par l'explosion de la demande pour les mobiles. Par contre, de nombreux pays en développement ont restreint l'usage de la VoIP pour protéger les opérateurs historiques dont les revenus venant des communications internationales constituaient un pourcentage élevé de leurs ressources (en général de 60 à 70 %),.
Seuls les opérateurs historiques sont autorisés à commercialiser la VoIP dans certains pays, en particulier au Moyen Orient. Par exemple, BATELCO, l'opérateur historique de Bahreïn, offre la VoIP à ses clients pour en faire un service de base de la téléphonie. Mais les fournisseurs de service n'ont pas le droit de commercialiser la VoIP en concurrence avec l'opérateur historique. La VoIP n'est toujours pas libéralisée en Arabie saoudite où les opérateurs de téléphonie sont accusés de bloquer l'accès aux plateformes de VoIP comme Skype. Selon Arab News, en 2013, des expatriés auraient été arrêtés en Arabie saoudite pour avoir utilisé des services de VoIP,.

### Cas d'un pays développé: la Nouvelle-Calédonie
Cette section ne s'appuie pas, ou pas assez, sur des sources secondaires ou tertiaires indépendantes du sujet. Le texte peut contenir des analyses inexactes ou inédites de sources primaires.
Pour l'améliorer, ajoutez-en, ou placez des modèles {{Source secondaire souhaitée}} ou {{Source secondaire nécessaire}} sur les passages mal sourcés. (janvier 2022)
Au milieu des années 2000, en Nouvelle-Calédonie, au niveau de développement très élevé, l’Office des postes et télécommunications de Nouvelle-Calédonie (OPT-NC) interdisait l'utilisation des services de voix sur IP, comme Skype, car il considérait que l'État français ayant transféré ses compétences en matière de télécommunications, à la Nouvelle-Calédonie, lorsqu'il en avait encore le monopole, l'OPT-NC conservait ce monopole.
L'OPT-NC pratiquait des tarifs extrêmement plus élevés qu'en métropole, notamment ceux des appels entre la Nouvelle-Calédonie et la métropole.
L'OPT-NC justifiait ses tarifs très élevés par un coût d'exploitation de son réseau beaucoup plus élevé que celui de métropole, par exemple, pour compenser le coût d'exploitation de radio-cabines téléphoniques, alimentées par panneaux solaires, déficitaires, installées dans des îles isolées de l'archipel des îles Loyauté.
Un accord a été proposé par l'OPT-NC en proposant des tarifs internationaux moins onéreux qu'auparavant, il fallait composer le 19 à la place du 00 pour obtenir l'international.

### Cas du Maroc
Pendant un temps, l'autorité de régulation des télécoms représentée par l'Agence nationale de réglementation des télécommunications (ANRT) a imposé aux différents opérateurs (Maroc Telecom, Meditel et Inwi) le blocage des applications comme WhatsApp, Viber, Skype, Tango en 3G et 4G d'abord, puis pour les autres modes d'accès par la suite (lignes ADSL), les services VoIP restaient accessibles pour les liaisons en fibre optique utilisées par les entreprises. Dans le même temps, le coût des appels téléphoniques vers l'étranger a subi une hausse de 1000 % sur certaines destinations (Maroc télécom en particulier). Le motif était que pour réaliser de la Téléphonie sur IP au Maroc il faut disposer d'une licence d'opérateur téléphonique, alors qu'il ne s'agit pas de TOIP (téléphonie sur IP) mais de VOIP (Voix sur IP). La loi sur laquelle était fondée l'interdiction, datant de 2004, prévoyait également des peines d'amendes et de prison allant de 1 mois jusqu'à 1 an pour l'usage de téléphonie via des protocoles Internet.
Le 4 novembre 2016, l'ANRT a officiellement levé l'interdiction sur tous les réseaux, trois jours avant l'ouverture de la COP22 à Marrakech, en évoquant entre autres l'évolution du marché. L'interdiction avait poussé de nombreux marocains à boycotter les opérateurs historiques, notamment sur Facebook.

### Cas de l'Éthiopie
Une loi promulguée par le gouvernement éthiopien en 2012 interdit l’usage de la VoIP comme celle utilisée par les applications Skype, Messenger ou Google Talk. Tout contrevenant encourt une peine de prison pouvant aller jusqu’à 15 ans de prison , , ,,,. L’accès à Internet reste exclusivement réservé aux clients de l’opérateur historique qui est un établissement public sous le contrôle du gouvernement. Au classement de pays en 2011 en fonction du nombre d'utilisateurs Internet par 1000 habitants, l’Éthiopie est le dernier pays pour le continent africain avec un ratio de 1,10 utilisateur pour 100 habitants, et c'est l'avant-avant-dernier pays au niveau mondial, avant le Timor oriental et la Birmanie.
Le gouvernement éthiopien explique cette décision d'interdire l'usage de la VoIP pour deux raisons. D’abord, il faut garder la possibilité d’assurer la sécurité nationale en surveillant les communications, compte tenu des risques de terrorisme dans le pays. Ce contrôle est possible avec les télécommunications traditionnelles, mais pas (ou beaucoup plus difficilement) avec les communications par VoIP. Un système de filtrage doit être installé par l’opérateur historique sur les communications par Internet. Les utilisateurs des cybercafés et télécentres doivent enregistrer leurs cartes d’identité avant d'utiliser Internet. Ensuite le gouvernement veut protéger l’opérateur éthiopien EthioTelecom qui est encore l’un des rares opérateurs au monde à avoir gardé le monopole et qui était néanmoins durement concurrencé par les fournisseurs de VoIP et par les applications comme Skype pour les communications internationales. Le défi du gouvernement éthiopien est de permettre à EthioTelecom de garder suffisamment de ressources pour étendre et moderniser son réseau fixe.

### Rôle des Wholesalers VOIP
Pour contrer la pression anticoncurrentielle des opérateurs historiques, des Wholesalers VoIP interviennent entre les grands opérateurs internationaux et les opérateurs locaux, notamment dans les pays en développement, jouant le rôle d'arbitragistes et rétablissant la concurrence.